# Etheostoma forbesi
Etheostoma forbesi è un piccolo pesce d'acqua dolce appartenente alla famiglia Percidae.

## Etimologia
Il nome della specie, forbesi deriva da quello di Stephen Alfred Forbes, importante biologo americano (1844–1930).

## Distribuzione e habitat
Questa specie è diffusa nell'area geografica denominata Altopiano del Cumberland, tra Tennessee, Kentucky, Alabama e Georgia (USA). Abitano acque tranquille di ruscelli, torrenti e laghetti.

## Descrizione
Presenta un corpo allungato, poco compresso ai fianchi, dall'aspetto minuto, con testa triangolare arrotondata e occhi grandi. Possiede due pinne dorsali, la prima più bassa della seconda, che è opposta e simmetrica alla pinna anale. Le pinne ventrali e pettorali sono piccole e arrotondate. La pinna caudale è a delta. La livrea presenta un colore di fondo beige color sabbia, finemente marezzato di bruno; il dorso solcato da alcune macchie bruno scuro irregolari. Le pinne sono trasparenti, tendenti al beige, con raggi chiazzati di bruno.

Raggiunge una lunghezza massima di 7,4 cm.